# Casino Eldense
El Casino Eldense es un edificio construido en el siglo XX en la localidad de Elda con fines recreativos y culturales de la sociedad eldense.

## Historia
En España, a finales del siglo XIX, todo pueblo aspiraba a alcanzar un desarrollo demográfico, económico y urbano, para lo que era necesario contar con dos importantes aspectos: el título de ciudad y la existencia de un casino o círculo social, con el objetivo de adquirir prestigio social.
El Casino Eldense se fundó el 1 de febrero de 1901 en la calle Colón de Elda y tuvo su primera sede en el Café del centro. Fue creado por la iniciativa de los eldenses Norberto Rosas Sabater, Francisco Beltrán Olcina y Antonio Vidal Vera, en aras de fomentar el recreo, nombrando como primer presidente a Juan Vidal Vera.
Desde sus inicios, se tuvo como objetivo principal conseguir un inmueble propio donde establecer el domicilio social adecuado a los fines propuestos y dotado de jardín para el recreo personal y esparcimiento familiar. Así, el 5 de septiembre de 1903 la Sociedad Casino Eldense pidió un préstamo económico con el fin de poder adquirir un inmueble en el que poder ubicar el Casino y varias fincas anexas donde establecer el jardín.
Posteriormente, el 30 de abril de 1904 se inauguró oficialmente la nueva sede en la calle Nueva, número 28, pasando a ser, desde ese momento, un lugar notorio de Elda, ya que se convirtió en un centro social, cultural, recreativo y de ocio.
Pocos meses más tarde, el 6 de agosto de 1904, reunida la Junta General extraordinaria de la sociedad, se aprobó la reforma de los Estatutos del Casino Eldense, los cuales sustituían a los fundacionales, de forma que se modificaban aspectos formales y de fondo, así como que se cubrían las lagunas que habían quedado en los anteriores.
El rango de ciudad lo alcanzó el 24 de agosto de 1904, cuando en reconocimiento de los logros demográficos y económicos conseguidos, Antonio Maura concedió el título de ciudad a la hasta entonces villa de Elda.
No obstante, durante la Guerra Civil Española, el edificio pasó de ser un centro social a convertirse en un Hospital de Sangre, de manera provisional, cuyo fin primordial era atender a los soldados que pudieran resultar heridos en el frente. Tras la conclusión de la Guerra Civil Española en el año 1939, el edificio retornó a ser un centro destinado a la sociedad.
Durante las siguientes décadas, el Casino Eldense alcanzó su máximo esplendor como centro social de población. Sin embargo, con el transcurso del tiempo, a finales del siglo XX se produjo una progresiva decadencia.

## Edificio
Este edificio constituye una de las pocas edificaciones características de la arquitectura eclesista del siglo XX que se continúa conservando en la actualidad.

## Patrimonio
Como consecuencia de persistir en la actualidad, es posible visualizar su Patrimonio Artístico Cultural, así como observar obras que El Casino Eldense atesora, tales como antiguos lienzos, valiosas ediciones de obras literarias, enseres de uso cotidiano de antaño e incluso obras de Arte Moderno representadas por artistas eldenses.